# Tom Bergeron
Thomas "Tom"  Bergeron (Haverhill, Massachusetts, 6 de mayo de 1955) es un presentador de televisión, comediante y escritor estadounidense. Él es el más conocido por haber sido el presentador de America's Funniest Home Videos (2001–2015) y por ser el presentador del programa de telerrealidad de ABC, Dancing with the Stars (2005–presente).
También presentó Hollywood Squares (1998–2004) y fue un presentador de reemplazo en Who Wants to Be a Millionaire.
Él ha sido el ganador de un Premio Daytime Emmy y un Premio Primetime Emmy.

## Primeros años y carrera
Bergeron nació en Haverhill, Massachusetts, hijo de Kay y Ray Bergeron. Es de ascendencia franco-canadiense e irlandesa.
Su primer trabajo en la radiodifusión fue como disc-jockeyen la estación de radio local WHAV, en su ciudad natal de Haverhill, Massachusetts. Se convirtió en un popular en el área de Seacoast de Nuevo Hampshire a principios de 1980 en WHEB de Portsmouth, donde tocó discos de comedia junto con música e insólitas entrevistas. Su popularidad lo llevó a audiciones de televisión y radio adicionales.
Uno de sus primeros trabajos en la televisión fue como presentador de un programa de concursos local, Granite State Challenge, en New Hampshire Public Television (producido en la estación insignia de NHPTV, WENH-TV). Se trasladó al mercado de Boston en febrero de 1982, uniéndose a WBZ-TV como una personalidad general al aire. Sus papeles tempranos en la estación incluyeron ser un contribuidor en Evening Magazine (1982–87), y la presentación breve informativo y los segmentos anticipados del programa conocidos como 4 Today, cada 30 minutos durante la formación diurna de WBZ (1983–87). En 1984, presentó Lottery Live, los dibujos nocturnos de los juegos de la Lotería del Estado de Massachusetts. En enero de 1987, mientras aún trabajaba en estos roles, Bergeron agregó People Are Talking a sus deberes. Él reemplazó al presentador Buzz Luttrell en el programa de entrevistas de la tarde, donde ganó aún más renombre. Mientras que Ron Cantera asumió el poder como presentador de 4 Today (hasta su cancelación en 1988), Bergeron permaneció presentando la lotería hasta que se trasladaron a WNEV-TV en septiembre de 1987. Bergeron también fue presentador original de la serie de discusión adolescente Rap-Around de WBZ de 1987 a 1989.
A principios de los 90, Bergeron era visto como una figura sólida en la televisión de Boston, y WBZ siguió capitalizando sus talentos al presentarlo en WBZ Radio. Fue allí que él tuvo un programa de radio llamado The Tom Bergeron Show. Cuando People Are Talking terminó una exitosa carrera de 13 años en junio de 1993, Bergeron permaneció en WBZ-TV como comentarista y reportero de estilo de vida para el noticiero de la estación,. A principios de 1994, Bergeron apareció brevemente como presentador en la estación de soft rock de Boston, WMJX («Magic 106.7»), que fue solamente un corto viaje a los estudios de WBZ para su trabajo en las noticias del mediodía.

## Televisión
En junio de 1994, Bergeron abandonó WBZ cuando fue contratado por la nueva red de cable FX. Había sido seleccionado para copresentar un programa de entrevistas para ellos, llamado Breakfast Time, que fue su primera exposición de televisión de la red. Con sede con Laurie Hibberd, el programa se convirtió en un gran éxito en la red de cable, lo que llevó a la Fox Broadcasting Company a contratarlo dos años más tarde. En ese momento, el sistema de cable en su ciudad natal de Haverhill no llevaba FX, lo que llevó a una campaña pública de larga duración y en última instancia fracasada para conseguir que recojan el canal o al menos para sindicar localmente el programa. En septiembre de 1996, el programa se trasladó a Fox y se convirtió en Fox After Breakfast, ya que se emitió más tarde por la mañana que los programas de las otras redes. Bergeron y Hibberd continuaron con el programa por un año en Fox; fue renovado en 1997, pero modernizado. Con la nuevo presentadora Vicki Lawrence, un nuevo conjunto y formato modificado, se convirtió en The Vicki Lawrence Show.
Bergeron firmó rápidamente un contrato con ABC News como presentador invitado de Good Morning America. Cuando Charles Gibson abandonó el programa, Bergeron fue considerado seriamente como un reemplazo permanente, pero ese trabajo fue para Kevin Newman.
A partir de 1998, se convirtió en el presentador de Hollywood Squares. Fue nominado para cinco Emmys y en 2000, ganó su primer de dos premios Emmy. Después de que Hollywood Squares terminó su carrera de seis años en 2004, siguió presentado America's Funniest Home Videos, que comenzó a presentar en 2001, y también es acreditado como productor principal del programa. Bergeron apareció dos veces en Star Trek: Enterprise como un alien extranjero llamado D'Marr en «Oasis» (2002), y como Embajador de Coridan en Demons (2005). También apareció en un episodio de The Nanny en 1998.
En 2005, comenzó a presentar el programa de telerrealidad de ABC, Dancing with the Stars, donde tuvo dos copresentadoras anteriores (Lisa Canning y Samantha Harris) antes de Brooke Burke, la ganadora de la temporada 7, y luego Erin Andrews, quien terminó en tercer puesto en la temporada 10 se hizo cargo del trabajo. El programa, inspirado en Strictly Come Dancing de BBC, resultó ser un éxito, y ahora se ha transmitido en más de 90 países en sus diversos formatos. Su agudo sentido del humor y sus buenas bromas con los jueces y miembros del reparto de Dancing with the Stars han ayudado a convertirlo en una gran nueva estrella, tanto que en junio de 2010, ABC lo invitó de nuevo a sus raíces diurnas durante solo un día como moderador invitado especial de The View.
De 2005 a 2010, Bergeron fue copresentador de Jerry Lewis Muscular Dystrophy Association Telethon, y en 2006 fue elegido vicepresidente nacional de la asociación.
En noviembre de 2009, Bergeron celebró el 20 aniversario de AFHV con su primer presentador Bob Saget. En 2010, apareció en Castle. En 2011, hizo un cameo en un episodio de Tosh.0 como presentador de Dancing with the Internet Stars, una parodia de Dancing with the Stars.
En marzo de 2011, Bergeron fue uno de los presentadores invitados a ayudar a promover el segundo canal digital de KSBW, Central Coast ABC. La fecha de lanzamiento de ese canal fue abril de 2011.
En 2012, Bergeron fue seleccionado para presentar A Capitol Fourth, n concierto anual del Día de la Independencia mostrado en PBS.
El 12 de marzo de 2014, Bergeron anunció que no será el presentador de America's Funniest Home Videos después de la temporada 25. El episodio final de Bergeron fue emitido el 17 de mayo de 2015. Dos días después de la difusión del final de Bergeron, se anunció que Alfonso Ribeiro lo sustituirá. Él continuará presentando Dancing with the Stars con Erin Andrews.
El martes, 22 de septiembre de 2015, fue él invitado en el episodio piloto de The Muppets como él mismo.

## Otros proyectos de carrera
En 2009, Bergeron lanzó su primer libro titulado I'm Hosting as Fast as I Can: Zen and the Art of Staying Sane in Hollywood. El libro detalla su carrera y otros hechos insólitos, junto con algunas clases del zen y de la vida.

## Premios y nominaciones
| Premios Primetime Emmy | Premios Primetime Emmy                    | Premios Primetime Emmy | Premios Primetime Emmy |
| Año                    | Categoría                                 | Trabajo nominado       | Resultado              |
| ---------------------- | ----------------------------------------- | ---------------------- | ---------------------- |
| 2006                   | Mejor reality de competición              | Dancing with the Stars | Nominado               |
| 2007                   | Mejor reality de competición              | Dancing with the Stars | Nominado               |
| 2008                   | Mejor conductor de reality de competición | Dancing with the Stars | Nominado               |
| 2009                   | Mejor conductor de reality de competición | Dancing with the Stars | Nominado               |
| 2010                   | Mejor conductor de reality de competición | Dancing with the Stars | Nominado               |
| 2011                   | Mejor conductor de reality de competición | Dancing with the Stars | Nominado               |
| 2012                   | Mejor conductor de reality de competición | Dancing with the Stars | Ganador                |
| 2013                   | Mejor conductor de reality de competición | Dancing with the Stars | Nominado               |
| 2014                   | Mejor conductor de reality de competición | Dancing with the Stars | Nominado               |
| 2015                   | Mejor conductor de reality de competición | Dancing with the Stars | Nominado               |

| Premios Daytime Emmy | Premios Daytime Emmy                  | Premios Daytime Emmy | Premios Daytime Emmy |
| Año                  | Categoría                             | Trabajo nominado     | Resultado            |
| -------------------- | ------------------------------------- | -------------------- | -------------------- |
| 1999                 | Mejor conductor de programa de juegos | Hollywood Squares    | Nominado             |
| 2000                 | Mejor conductor de programa de juegos | Hollywood Squares    | Ganador              |
| 2001                 | Mejor conductor de programa de juegos | Hollywood Squares    | Nominado             |
| 2003                 | Mejor conductor de programa de juegos | Hollywood Squares    | Nominado             |